# Кеншокинський сільський округ
Кеншоки́нський сільський округ (каз. Кеңшоқы ауылдық округі, рос. Кеншокинский сельский округ) — адміністративна одиниця у складі Шетського району Карагандинської області Казахстану. Адміністративний центр — село Нура.
Населення — 723 особи (2021; 859 у 2009, 1108 у 1999, 1162 у 1989).
Станом на 1989 рік існувала Кеншокинська сільська рада (села Байназар, Батистау, Нура) Актогайського району, яка пізніше була передана до складу Шетського району. 2007 року було ліквідовано село Батистау.

## Склад
До складу округу входять такі населені пункти:
| Населений пункт | Населення, осіб (1989) | Населення, осіб (1999) | Населення, осіб (2009) | Населення, осіб (2021) |
| --------------- | ---------------------- | ---------------------- | ---------------------- | ---------------------- |
| Байназар, село  | 132                    | -                      | -                      | -                      |
| Батистау, село  | 142                    | 281                    | -                      | -                      |
| Нура, село      | 888                    | 827                    | 859                    | 723                    |